# A Man's a Man for A' That
"Is There for Honest Poverty" hay "A Man's a Man for A' That" là một bài hát tiếng Scotland do Robert Burns sáng tác năm 1795. Bài hát nổi tiếng vì chủ nghĩa quân bình và chủ nghĩa tự do mà nó thể hiện. Đây là một trong những ứng cử viên của quốc ca Scotland. Bài hát này được ca sĩ nhạc đồng quê Scotland Sheena Wellington biểu diễn tại Nghị viện Scotland vào ngày 1 tháng 7 năm 1999. Bài hát cũng được biểu diễn tại tang lễ của Donald Dewar, thủ hiến Scotland đầu tiên. Bài hát cũng được dịch sang một số thứ tiếng khác của châu Âu, ví dụ bài hát tiếng Đức "Trotz alledem und alledem" của Ferdinand Freiligrath viết sau cuộc cách mạng 1848 bùng nổ tại Đức. Bài hát này được Hannes Wader biểu diễn với cái tên "Trotz alledem". Cụm từ "pride o' worth" xuất hiện trên huy hiệu của Scottish Qualifications Authority.

## Lời bài hát
| Nguyên ngữ tiếng Scotland Is there for honest Poverty That hings his head, an' a' that; The coward slave-we pass him by, We dare be poor for a' that! For a' that, an' a' that. Our toils obscure an' a' that, The rank is but the guinea's stamp, The Man's the gowd for a' that. What though on hamely fare we dine, Wear hodden grey, an' a that; Gie fools their silks, and knaves their wine; A Man's a Man for a' that: For a' that, and a' that, Their tinsel show, an' a' that; The honest man, tho' e'er sae poor, Is king o' men for a' that. Ye see yon birkie, ca'd a lord, Wha struts, an' stares, an' a' that; Tho' hundreds worship at his word, He's but a coof for a' that: For a' that, an' a' that, His ribband, star, an' a' that: The man o' independent mind He looks an' laughs at a' that. A prince can mak a belted knight, A marquis, duke, an' a' that; But an honest man's abon his might, Gude faith, he maunna fa' that! For a' that, an' a' that, Their dignities an' a' that; The pith o' sense, an' pride o' worth, Are higher rank than a' that. Then let us pray that come it may, (As come it will for a' that,) That Sense and Worth, o'er a' the earth, Shall bear the gree, an' a' that. For a' that, an' a' that, It's coming yet for a' that, That Man to Man, the world o'er, Shall brothers be for a' that. | Dịch sang tiếng Anh Is there for honest poverty That hangs his head, and all that? The coward slave, we pass him by - We dare be poor for all that! For all that, and all that, Our toils obscure, and all that, The rank is but the guinea's stamp, The man's the gold for all that. What though on homely fare we dine, Wear course grey woolen, and all that? Give fools their silks, and knaves their wine - A man is a man for all that. For all that, and all that, Their tinsel show, and all that, The honest man, though ever so poor, Is king of men for all that. You see yonder fellow called 'a lord,' Who struts, and stares, and all that? Though hundreds worship at his word, He is but a dolt for all that. For all that, and all that, His ribboned, star, and all that, The man of independent mind, He looks and laughs at all that. A prince can make a belted knight, A marquis, duke, and all that! But an honest man is above his might - Good faith, he must not fault that For all that, and all that, Their dignities, and all that, The pith of sense and pride of worth Are higher rank than all that. Then let us pray that come it may (As come it will for all that) That Sense and Worth over all the earth Shall have the first place and all that! For all that, and all that, It is coming yet for all that, That man to man the world over Shall brothers be for all that. | Phỏng dịch tiếng Việt Có chăng vì nghèo nàn chân chính Mà chịu cúi đầu, và bằng hết thế? Kẻ đòi khúm núm, ta lờ ngoắt qua Ta dám nghèo đấy cho bằng hết thế Cho bằng hết thế và bằng hết thế Công sức ta lu mờ và hết thế Danh hiệu chỉ là dấu đóng đồng tiền Người ta là vàng cho bằng hết thế. Có sao không nào ta dùng bữa nhà Mặc vải thô xám, và bằng hết thế Lụa để đám khờ, rượu chúng ba que Người ta là người cho bằng hết thế Cho bằng hết thế và bằng hết thế Dáng vẻ người hào nhoáng và hết thế Ai người chân chính, nghèo tới chừng nào Chính là nhân vương cho bằng hết thế. Thấy ai kia chăng, gọi là quý ngài Đi khệnh khạng, nhìn chằm chằm, hết thế Có luôn hàng trăm tung hô lời nói Quý ngài, trưởng giả, cho bằng hết thế Cho bằng hết thế và bằng hết thế Dải đeo, sao đính, và bằng hết thế Một ai kia người tâm trí độc lập Nhìn, rồi phá lên cười vào hết thế. Hoàng thân ban đai bổ nhiệm hiệp sĩ Phong tước hầu, công, và bằng hết thế Nhưng ai chân chính còn hơn uy quyền Thiện tâm, hỡi ai chớ chê bai thế! Cho bằng hết thế và bằng hết thế Tước hiệu, chức vụ người và hết thế Cốt lõi ý nghĩa, kiêu hãnh giá trị Là thang bậc cao hơn bằng hết thế. Vậy ta nguyện cầu rồi sẽ đến thôi Chắc chắn sẽ đến cho bằng hết thế Rằng ý nghĩa, giá trị, khắp hoàn cầu Rồi đây ưu việt và bằng hết thế. Cho bằng hết thế và bằng hết thế Rồi sẽ đến thôi cho bằng hết thế Rằng người với người, hết cả thế gian Sẽ thành huynh đệ cho bằng hết thế. |

## Thu âm
- Nhóm Old Blind Dogs thu âm bài này trong album "Fit?" năm 2001
- Nhóm Mudmen thu âm bài này trong album "Donegal Danny" năm 2012.
- Jackson Greenhorn - Yes Scotland - 2013